# Markus Wiesler
Markus Wiesler (* 1976) ist ein österreichischer Politiker (FPÖ). Er war von Juli 2015 bis Februar 2020 Abgeordneter zum Burgenländischen Landtag, dem er seit September 2023 erneut angehört.

## Leben
Markus Wiesler absolvierte eine Handelsschule und ist als Bürokaufmann tätig. Bei den Gemeinderatswahlen 2012 kandidierte er für die FPÖ für das Amt des Bürgermeisters in Deutsch Schützen-Eisenberg.
Nach der Landtagswahl 2015 wurde er am 9. Juli 2015 in der konstituierenden Sitzung der XXI. Gesetzgebungsperiode als Abgeordneter zum Burgenländischen Landtag angelobt, wo er Mitglied des Ausschusses für europäische Integration und grenzüberschreitende Zusammenarbeit ist und als Bereichssprecher für Jugend, Sport, Feuerwehr, Gemeinden und Kommunales, Raumplanung, Infrastruktur, Technologie und Verkehr fungiert.
Wiesler ist FPÖ-Bezirksparteiobmann im Bezirk Oberwart, Anfang 2016 und Mitte 2023 wurde er in diesem Amt bestätigt. Bei den Gemeinderatswahlen 2017 kandidierte er erneut für das Amt des Bürgermeisters von Deutsch Schützen-Eisenberg und erreichte 25,97 Prozent der Stimmen. Im April 2018 folgte er Christian Ries als Landesgeschäftsführer der FPÖ-Burgenland nach. Bei der Landtagswahl 2020 kandidiert er im Landtagswahlkreis 5 hinter Ilse Benkö auf dem zweiten Listenplatz. Nach der Landtagswahl 2020 schied er aus dem Landtag aus.
Im Juni 2023 wurde das Ausscheiden von Ilse Benkö aus dem Landtag bekannt, ihr Mandat übernahm am 21. September 2023 Markus Wiesler. Für die Landtagswahl 2025 wurde er hinter Alexander Petschnig und Johann Tschürtz auf Platz drei der FPÖ-Landesliste gereiht.
Im FC Landtag spielt er Fußball.

## Auszeichnungen
- 2020: Großes Ehrenzeichen des Landes Burgenland in Gold[15]